# HMS Conqueror (1773)
HMS Conqueror (1773) — 74-пушечный линейный корабль 3 ранга Королевского флота, второй корабль Его величества, носивший название Conqueror.
Заказан 12 октября 1766. Спущен на воду 24 мая 1758 года.
1780 — март, под флагом контр-адмирала Роули был во главе арьергарда при Мартинике.
1782 — капитан Бальфур (англ. G. Balfour), Вест-Индия.
Отправлен на слом и разобран в 1794 году.